# Fläckig bengädda
Fläckig bengädda (Lepisosteus oculatus) är en fisk i familjen bengäddor som lever i Nordamerika. Familjen är gammal, och fanns redan under krittiden för 65 till 100 miljoner år sedan.

## Utseende
En avlång, cylindrisk fisk med en kropp klädd i hårda, romboida fjäll. Rygg- och analfenorna är placerade över varandra, långt bak på kroppen. Huvudet är näbblikt utdraget, med en kraftigt tandbeväpnad mun. Färgen är mörkt olivgrön till brun på ovansidan, gulaktig till vit på undersidan. Kropp, fenor och huvud har flera, mörka flckar. Ungfiskarna har strimmor längs kroppen. Fiskar från grumligare, mörkare vatten tenderar att vara mörkare i färgen; ibland är hela ovansidan mörk. Som mest kan arten bli 150 cm lång och väga 4,44 kg; de blir dock sällan större än 100 cm.

## Vanor
Arten är en bottenfisk som föredrar lugna, klara, bevxna sötvatten som mindre vattendrag, träsk och sjöar, även om den vid Mexikanska golfens kust kan gå ut i flodmynningarnas brackvatten. Den är normalt långsam i rörelserna utom när den fångar byten. Dessa bestär främst av kräftdjur och insekter tillsammans med fisk för de unga fiskarna, men när arten blir äldre ökar andelen fisk. Kräftdjur, i synnerhet kräftor, utgör dck alltid en stor del av födan. Arten är nattaktiv, och tillbringar dagen i stillhet nära omkullfallna träd eller buskar. Som hos alla bengäddor är den blodkärlsrika simblåsan ansluten till svalget och fungerar som en lunga, så fisken kan andas atmosfäriskt syre.
Hanar kan leva i åtminstone 8 år, och honor 10. En 18 år gammal hona har dock påträffats.

### Fortplantning
Hanen blir könsmogen vid en ålder av 2 till 3 år, honan vid 3 till 4. Leken äger rum under senvåren eller försommaren i grunt vatten med fastsittande växter (larverna behöver växtstjälkar att klänga fast vid). Under parningen simmar honan, följd av 3 till 5 hanar sakta genom vegetationen medan hon med jämna mellanrum lägger ägg under kraftga kroppsrörelser. Äggen kläcks inom en vecka, och larverna fäster sig vid vattenväxter.

## Utbredning
Utbredningsområdet sträcker sig från södra Ontario i Kanada till Mexikanska golfens kust i USA, över Eire- och Michigansjön och Mississippis flodområde.